# Sida riedelii
Sida riedelii är en malvaväxtart som beskrevs av Karl Moritz Schumann. Sida riedelii ingår i släktet sammetsmalvor, och familjen malvaväxter. Inga underarter finns listade i Catalogue of Life.